# Buriti (Maranhão)
Buriti (antigamente chamado de Buriti de Inácia Vaz) é um município brasileiro do estado do Maranhão. Sua população em 2022, conforme o senso do IBGE é de 29.685 habitantes. 

## História
No ano de 1888, Buriti passou a ser uma vila, subordinada a comarca da cidade vizinha de Brejo, até o ano de 1938, data de sua emancipação política. Desde então, Buriti se tornou independente de Brejo e passou ser um município.

## Geografia
O território do município de Buriti é de 1.475,779 quilômetros quadrados, o que o coloca na posição 68 dentre as 217 cidades do estado do Maranhão.
Demografia
De acordo com o Censo Demográfico de 2022, a população do município de Buriti era de 29.685 habitantes e a densidade demográfica era de 20,11 habitantes por quilômetro quadrado. Comparando-se com outros municípios do estado do Maranhão, ficava nas posições 53 e 103 de 217. Já a estimativa populacional era de 30.799 pessoas.
Educação
Em 2010, a taxa de escolarização de 6 a 14 anos do município de Buriti era de 99,1%. Comparando-se com outros municípios do estado do Maranhão, ficava na posição 4 de 217. Já o Índice de Desenvolvimento de Educação Básica (IDEB), no ano de 2023, para os anos iniciais do ensino fundamental na rede publica era 4,3 e para os anos finais, 3,6.
| Taxa de escolarização de 6 a 14 anos de idade [2010]             | 99,1 %           |
| IDEB – Anos iniciais do ensino fundamental (Rede pública) [2023] | 4,3              |
| IDEB – Anos finais do ensino fundamental (Rede pública) [2023]   | 3,6              |
| Matrículas no ensino fundamental [2023]                          | 5.583 matrículas |
| Matrículas no ensino médio [2023]                                | 1.100 matrículas |
| Docentes no ensino fundamental [2023]                            | 365 docentes     |
| Docentes no ensino médio [2023]                                  | 81 docentes      |
| Número de estabelecimentos de ensino fundamental [2023]          | 61 escolas       |
| Número de estabelecimentos de ensino médio [2023]                | 7 escolas        |

Fonte: IBGE
Economia
Em 2021, o PIB per capita era de R$ 9.613,88. Comparando-se com outros municípios do estado do Maranhão, ficava na posição 94 de 217. Já o percentual de receitas externas em 2023 era de 92,11%, o que o colocava na posição 134 de 217.
| PIB per capita [2021]                                                                           | 9.613,88 R$       |
| Índice de Desenvolvimento Humano Municipal (IDHM) [2010]                                        | 0,548             |
| Total de receitas brutas realizadas [2023]                                                      | 128.296.398,07 R$ |
| Transferências correntes (Percentual em relação às receitas correntes brutas realizadas) [2023] | 92,11 %           |
| Total de despesas brutas empenhadas [2023]                                                      | 133.349.270,90 R$ |

Fonte: IBGE
| Salário médio mensal dos trabalhadores formais [2022]                                             | 2,7 salários mínimos |
| Pessoal ocupado [2022]                                                                            | 1.381 pessoas        |
| População ocupada [2022]                                                                          | 4,65 %               |
| Percentual da população com rendimento nominal mensal per capita de até 1/2 salário mínimo [2010] | 57 %                 |

Fonte: IBGE
Meio Ambiente
O bioma predominante do município de Buriti é o cerrado. Em 2010, o município apresentava 5% de domicílios com esgotamento sanitário adequado, além de 63,9% de domicílios urbanos em vias públicas com arborização e 2,6% de domicílios urbanos em vias públicas com urbanização adequada.

## Política

### Composição Política Atual (Eleitos em 2024)[9][10]
- Prefeito: Andre Augusto Kerber Introvini (André Gaúcho) (Republicanos)
- Vice: Ana Lucia Araujo Barros (União)

#### Vereadores (Ordem de Votação Eleitoral)
- Antonio Elis Ferreira dos Santos (Hélio Flora) (PP)
- Francisco Jardel Oliveira de Moraes (Jardel da Laranjeira) (Republicanos)
- Antônio Elis Ferreira dos Santos (Hélio Flora)(Republicanos)
- Elton Coelho Diniz (Lorin da Caçamba) (PP)
- Antônio Mateus dos Anjos Tertulino (Matheus Lafaete) (Avante)
- Djailson Jairo Bastos Silva (Vein da Limpeza) (PSB)
- Andréa de Oliveira Costa (Andréa Costa) (REPUBLICANOS )
- Rogerio Marques Viana (Avante)
- Cirlando Santos Da Silva  (Republicanos) (Presidente da Câmara de Vereadores) [11]
- Naires Marques Freire (Professora Naíres) (Avante)
- Edmilson Alves Rodrigues (Didi do Mocambinho) (PSB)